# Чемпіонат Європи з футболу 2024 (кваліфікаційний раунд, група F)
Група F кваліфікації УЄФА Євро-2022 — одна з 10 груп для визначення команд, які пройдуть до Чемпіонату Європи 2024 у Німеччині. Група F складається з 5 команд: Австрія, Азербайджан, Бельгія, Естонія та Швеція. Команди зіграють одна з одною вдома та на виїзді за круговою системою.
Дві кращі команди групи потраплять напряму до Чемпіонату Європи 2024. В той час, як учасники плей-оф визначаються на основі результатів Ліги націй УЄФА 2022–23.

## Турнірна таблиця
| Поз | Команда     | І | В | Н | П | ГЗ | ГП | РГ  | О  | Кваліфікація                       |     | Бельгія | Австрія | Швеція | Азербайджан | Естонія |
| --- | ----------- | - | - | - | - | -- | -- | --- | -- | ---------------------------------- | --- | ------- | ------- | ------ | ----------- | ------- |
| 1   | Бельгія     | 8 | 6 | 2 | 0 | 22 | 4  | +18 | 20 | Кваліфікація до фінального турніру |     | —       | 1:1     | 1:1    | 2:0         | 5:0     |
| 2   | Австрія     | 8 | 6 | 1 | 1 | 17 | 7  | +10 | 19 | Кваліфікація до фінального турніру |     | 2:3     | —       | 2:0    | 4:1         | 2:1     |
| 3   | Швеція      | 8 | 3 | 1 | 4 | 14 | 12 | +2  | 10 |                                    |     | 0:3     | 1:3     | —      | 5:0         | 5:0     |
| 4   | Азербайджан | 8 | 2 | 1 | 5 | 7  | 17 | −10 | 7  |                                    | 0:1 | 0:1     | 3:0     | —      | 1:1         |         |
| 5   | Естонія     | 8 | 0 | 1 | 7 | 2  | 22 | −20 | 1  | Вихід до плей-оф через Лігу націй  |     | 0:3     | 0:2     | 0:5    | 0:2         | —       |

1. ↑  Матч Бельгія — Швеція був перерваний у перерві з рахунком 1–1 з міркувань безпеки, оскільки двоє шведських уболівальників були вбиті під час стрілянини терористів у Брюсселі.[2] 19 жовтня 2023, УЄФА вирішив, що рахунок у перерві вважатиметься остаточним і матч не поновлюватиметься.[3]

## Матчі
УЄФА опублікували розклад матчів 10 жовтня 2022, на наступний день після жеребкування. Час вказано у EET/EEST (київський час) (місцевий час, якщо відрізняється, вказано в дужках).
| 24 березня 2023 21:45 (20:45 CET) |

| Швеція | 0:3      | Бельгія                |
| ------ | -------- | ---------------------- |
|        | Протокол | - Лукаку 35', 49', 83' |

| Френдз Арена, Сульна Глядачів: 49 296 Арбітр: Орел Грінфельд (Ізраїль) |

| 24 березня 2023 21:45 (20:45 CET) |

| Австрія                                              | 4:1      | Азербайджан    |
| ---------------------------------------------------- | -------- | -------------- |
| - Забітцер 28', 50' - Грегорич 29' - Баумгартнер 69' | Протокол | - Махмудов 64' |

| Райффайзен Арена, Лінц Глядачів: 16 500 Арбітр: Бартош Франковський (Польща) |

| 27 березня 2023 21:45 (20:45 CEST) |

| Швеція                                                                           | 5:0      | Азербайджан |
| -------------------------------------------------------------------------------- | -------- | ----------- |
| - Форсберг 38' - Мустафазаде 65' (аг) - Дьокереш 79' - Карлссон 88' - Еланга 89' | Протокол |             |

| Френдз Арена, Сульна Глядачів: 23 674 Арбітр: Стефані Фраппар (Франція) |

| 27 березня 2023 21:45 (20:45 CEST) |

| Австрія                    | 2:1      | Естонія        |
| -------------------------- | -------- | -------------- |
| - Кайнц 68' - Грегорич 88' | Протокол | - Саппінен 25' |

| Райффайзен Арена, Лінц Глядачів: 16 500 Арбітр: Енеа Йоргі (Албанія) |

| 17 червня 2023 19:00 (20:00 AZT) |

| Азербайджан  | 1:1      | Естонія      |
| ------------ | -------- | ------------ |
| Кривоцюк 62' | Протокол | Саппінен 27' |

| Далга Арена, Баку Глядачів: 3 900 Арбітр: Ондржей Берка (Чехія) |

| 17 червня 2023 21:45 (20:45 CEST) |

| Бельгія    | 1:1      | Австрія          |
| ---------- | -------- | ---------------- |
| Лукаку 62' | Протокол | Мангаля 21' (аг) |

| Стадіон імені короля Бодуена, Брюссель Глядачів: 39 237 Арбітр: Жером Брізар (Франція) |

| 20 червня 2023 21:45 (20:45 CEST) |

| Австрія              | 2:0      | Швеція |
| -------------------- | -------- | ------ |
| Баумгартнер 81', 89' | Протокол |        |

| Ернст-Гаппель-Штадіон, Відень Глядачів: 46 300 Арбітр: Марко Гвіда (Італія) |

| 20 червня 2023 21:45 |

| Естонія | 0:3      | Бельгія                      |
| ------- | -------- | ---------------------------- |
|         | Протокол | Лукаку 37', 40' Бакайоко 90' |

| А. Ле Кок Арена, Таллінн Глядачів: 11 772 Арбітр: Джон Бітон (Шотландія) |

| 9 вересня 2023 16:00 (17:00 AZT) |

| Азербайджан | 0:1      | Бельгія      |
| ----------- | -------- | ------------ |
|             | Протокол | Карраско 38' |

| Далга Арена, Баку Глядачів: 4 500 Арбітр: Ненад Мінакович (Сербія) |

| 9 вересня 2023 21:45 |

| Естонія | 0:5      | Швеція                                                         |
| ------- | -------- | -------------------------------------------------------------- |
|         | Протокол | Дьокереш 18' Кулушевскі 24' Ісак 39' Квайсон 75' Классон 90+2' |

| А. Ле Кок Арена, Таллінн Глядачів: 11 411 Арбітр: Гораціу Феснік (Румунія) |

| 12 вересня 2023 21:45 (20:45 CEST) |

| Бельгія                                                  | 5:0      | Естонія |
| -------------------------------------------------------- | -------- | ------- |
| Вертонген 4' Троссар 18' Лукаку 56', 58' Де Кетеларе 88' | Протокол |         |

| Стадіон імені короля Бодуена, Брюссель Глядачів: 24 127 Арбітр: Бартош Франковський (Польща) |

| 12 вересня 2023 21:45 (20:45 CEST) |

| Швеція    | 1:3      | Австрія                                 |
| --------- | -------- | --------------------------------------- |
| Гольм 90' | Протокол | Грегорич 53' Арнаутович 56', 69' (пен.) |

| Френдз Арена, Сульна Глядачів: 43 228 Арбітр: Сердар Гезюбююк (Нідерланди) |

| 13 жовтня 2023 21:45 (20:45 CEST) |

| Австрія                        | 2:3      | Бельгія                       |
| ------------------------------ | -------- | ----------------------------- |
| Лаймер 72' Забітцер 84' (пен.) | Протокол | Лукебакіо 12', 55' Лукаку 58' |

| Ернст-Гаппель-Штадіон, Відень Глядачів: 47 000 Арбітр: Хесус Хіль Мансано (Іспанія) |

| 13 жовтня 2023 21:45 |

| Естонія | 0:2      | Азербайджан                      |
| ------- | -------- | -------------------------------- |
|         | Протокол | Байрамов 9' Шейдаєв 45+4' (пен.) |

| А. Ле Кок Арена, Таллінн Глядачів: 5 652 Арбітр: Роберт Шредер (Німеччина) |

| 16 жовтня 2023 19:00 (20:00 AZT) |

| Азербайджан | 0:1      | Австрія             |
| ----------- | -------- | ------------------- |
|             | Протокол | Забітцер 48' (пен.) |

| Республіканський стадіон імені Тофіка Бахрамова, Баку Глядачів: 4 446 Арбітр: Арістотеліс Діамантопулос (Греція) |

| 16 жовтня 2023 21:45 (20:45 CEST) |

| Бельгія           | 1:1      | Швеція       |
| ----------------- | -------- | ------------ |
| Лукаку 31' (пен.) | Протокол | Дьокереш 15' |

| Стадіон імені короля Бодуена, Брюссель Арбітр: Мауріціо Маріані (Італія) |

| 16 листопада 2023 19:00 |

| Естонія | 0:2      | Австрія                |
| ------- | -------- | ---------------------- |
|         | Протокол | Лаймер 25' Лінгарт 39' |

| А. Ле Кок Арена, Таллінн Глядачів: 4 488 Арбітр: Никола Дабанович (Чорногорія) |

| 16 листопада 2023 19:00 (21:00 AZT) |

| Азербайджан                 | 3:0      | Швеція |
| --------------------------- | -------- | ------ |
| Махмудов 3', 89' Дадашов 6' | Протокол |        |

| Республіканський стадіон імені Тофіка Бахрамова, Баку Глядачів: 5 570 Арбітр: Естер Штаублі (Швейцарія) |

| 19 листопада 2023 19:00 (18:00 CET) |

| Бельгія                               | 5:0      | Азербайджан |
| ------------------------------------- | -------- | ----------- |
| Лукаку 17', 26', 30', 37' Троссар 90' | Протокол |             |

| Стадіон імені короля Бодуена, Брюссель Глядачів: 30 276 Арбітр: Гергьо Богар (Угорщина) |

| 19 листопада 2023 19:00 (18:00 CET) |

| Швеція                   | 2:0      | Естонія |
| ------------------------ | -------- | ------- |
| Классон 22' Форсберг 55' | Протокол |         |

| Френдз Арена, Сульна Глядачів: 11 201 Арбітр: Фабіо Мареска (Італія) |

## Бомбардири
Протягом турніру було забито  62 голів у 20 матчах, з середнім показником 3.1 голів за матч.
14 голів
- Ромелу Лукаку

4 голи
- Марсель Забітцер

3 голи
- Крістоф Баумгартнер
- Міхаель Грегорич
- Емін Махмудов
- Віктор Дьокереш

2 голи
- Марко Арнаутович
- Конрад Лаймер
- Доді Лукебакіо
- Леандро Троссар
- Рауно Саппінен
- Віктор Классон
- Еміль Форсберг

1 гол
- Флоріан Кайнц
- Філіпп Лінгарт
- Турал Байрамов
- Ренат Дадашов
- Антон Кривоцюк
- Раміль Шейдаєв
- Йохан Бакайоко
- Яннік Карраско
- Шарль Де Кетеларе
- Ян Вертонген
- Ентоні Еланга
- Еміль Гольм
- Александр Ісак
- Єспер Карлссон
- Деян Кулушевскі
- Робін Квайсон

1 автогол
- Бахлул Мустафазаде (проти Швеції)
- Орель Мангаля (проти Австрії)

## Дисциплінарні покарання
Гравець автоматично пропускає наступний матч за наступні дисциплінарні порушення:
- Червона картка (відсторонення за червону картку може бути збільшене за серйозні порушення)
- 3 жовті картки у трьох різних матчах (відсторонення за червону також поширюється і на плей-оф, але не на фінальний турнір чи і подальші міжнародні матчі)

Гравці відбули (чи відбудуть) наступні дисциплінарні покарання: 
| Команда | Гравець           | Порушення                                                                                         | Відсторонено на матч(і)           |
| ------- | ----------------- | ------------------------------------------------------------------------------------------------- | --------------------------------- |
| Австрія | Гвідо Бургшталлер | пр. Азербайджану (16 жовтня 2023)                                                                 | пр. Естонії (16 листопада 2023)   |
| Бельгія | Амаду Онана       | пр. Австрії (13 жовтня 2023)                                                                      | пр. Швеції (16 жовтня 2023)       |
| Естонія | Кароль Метс       | пр. Азербайджану (17 червня 2023) пр. Швеції (9 вересня 2023) пр. Бельгії (12 вересня 2023)       | пр. Азербайджану (13 жовтня 2023) |
| Естонія | Маттіас Кяйт      | пр. Австрії (27 березня 2023) пр. Азербайджану (17 червня 2023) пр. Азербайджану (13 жовтня 2023) | пр. Австрії (16 листопада 2023)   |

| ЖК           | жовта картка                                      |
| ЖК · YK · RK | непряма червона картка (дві жовті в одному матчі) |
| RK           | червона картка                                    |
| ЖК · RK      | жовта та червона картка в одному матчі            |

## Позначки
1. ↑  EET (UTC+2) для матчів до 26 березня та у листопаді 2023, та EEST (UTC+3) для решти матчів.